# Karel Ježek (odbojář)
Karel Ježek (29. května 1902 Hradec Králové – 9. července 1942 Pardubice) byl český odbojář a spolupracovník výsadku Silver A popravený nacisty.

## Život

### Civilní život
Karel Ježek se narodil 29. května 1902 v Hradci Králové. Pracoval jako řídící učitel na dvoutřídní obecné škole v Doubravici. Byl aktivním organizátorem, činovníkem a cvičitelem Sokola. Sokolské tábořiště, které z jeho podnětu vzniklo nedaleko Doubravice nese po něm své jméno - Ježkov.

### Protinacistický odboj
Po německé okupaci se Karel Ježek zapojil do sokolské odbojové organizace Jindra konkrétně do skupiny S 21 B pod vedením učitele z Malých Svatoňovic Josefa Schejbala. Skupina vstoupila do spolupráce s výsadkem Silver A. Karel Ježek měl v červnu 1942 za úkol přichystat v táboře Ježkov u Doubravice úkryt pro radistu Jiřího Potůčka. K jeho přesunu ale již nedošlo, protože jeho provizorní úkryt na usedlosti Antonína Burdycha byl vyzrazen a Potůček byl nucen prchnout. Karel Ježek byl zatčen gestapem 2. července 1942 přímo ve škole a již ten den byl stanným soudem odsouzen k smrti. Společně s dalšími odbojáři z podkrkonoší včetně Josefa Schejbala byl popraven na pardubickém zámečku 9. července 1942. Jeho tělo bylo spáleno v pardubickém krematoriu a popel vysypán do Labe.